# Artropatia
L'artropatia è una qualunque malattia articolare.

## Tipologie
Esistono diverse tipologie di artropatia: 
- Artropatia degenerativa (o artrosi), la forma più comune di artropatia;
- Artropatia traumatica, acquisita in seguito a un trauma;
- Artropatie correlate, patologie articolari comuni agli individui in possesso dell'antigene HLA-B27. Rientrano in questa casistica diverse infiammazioni quali la Spondilite anchilosante, la Sindrome di Reiter, l'Artrite reumatoide giovanile;
- Artropatia neuropatica, la più grave forma distruttiva di artrosi;
- Artropatie dismetaboliche, associate a un'errata alimentazione, eccessiva introduzione di alcolici nell'organismo e conduzione di una vita sedentaria accompagnata da scarsa attività fisica. Rientrano in questa categoria, secondo la classificazione di De Seze, la gotta, l'ocronosi e l'alcaptonuria.
- Reumopatie para-articolari, come la sindrome canalicolare, la miosite, l'algodistrofia e la tenosinovite.